# Zdenka Tichotová
Zdenka Tichotová, rozená Tosková, (* 24. září 1954 Praha) je česká folková zpěvačka, od roku 1974 stálice souboru Spirituál kvintet, jakož i bývalá sólová zpěvačka legendární trampské a folkové skupiny Brontosauři. Od roku 1976 je manželkou muzikologa a loutnisty Jiřího Tichoty, uměleckého vedoucího skupiny Spirituál kvintet.

## Diskografie

### Se skupinou Brontosauři
- Přátelství/Mosty – Supraphon 1975, SP
- Hráz/Johanka z Arcu – Supraphon 1975, SP
- Na kameni kámen – Panton 1985, LP (reedice: BMG 1986, MC, Panton 1991, CD)
- Ptáčata – Panton 1987, LP, MC (reedice: Universal Music CD)
- Na kameni kámen – Panton 1995, CD
- Ptáčata – Panton 1991, CD
- Sedmikráska – Panton, LP, MC, CD
- Zahrádky – J. a F. Nedvědovi a L. Hykeš, LP, MC, CD (reedice: Universal Music, CD)
- Hlídej lásku, skálo má – Universal Music, CD

### Se skupinou Spirituál kvintet
- Spirituály a balady, Supraphon 1978, reedice 1995, 2007
- Saužení lásky, Supraphon 1981, reedice 1996, 2007
- 20 let, Supraphon 1984, reedice 1993
- Šlapej dál, Panton 1985, reedice 1994
- Every Time I Feel The Spirit, Panton 1986
- Čtwero pjsnj, Panton, EP, 1986 – reedice na CD 2007
- Šibeničky, Panton 1988, reedice 2003
- Za svou pravdou stát, Panton 1990
- Hallelu, Panton 1991, reedice 2007
- Rajská zahrada, Panton 1992, reedice 2001
- Antologie 1960–1995, Sony/Bonton 1994, reedice 2003
- Hanba nám!, Monitor 1994
- Na káře, Pupava 1997
- Vánoční koncert, Monitor-EMI 1998, reedice 2005
- Křídla holubic, Pupava 2002
- Karel Zich a Spirituál kvintet, Sony Music 2004
- Křížem krážem, Sony BMG 2005
- 45 let archiv, Sony BMG 2006
- Zatím dobrý, Universal Music 2009
- Zpívání se Spirituál kvintetem, 2019[1]

### Sólová alba
- 2003 Svítá a hvězdy blednou – CD, album je součástí knihy Na Točné